# Phoradendron perrottetii
Phoradendron perrottetii är en sandelträdsväxtart som först beskrevs av Dc., och fick sitt nu gällande namn av Thomas Nuttall. Phoradendron perrottetii ingår i släktet Phoradendron och familjen sandelträdsväxter. Inga underarter finns listade i Catalogue of Life.